# Nico González
Nicolás González Iglesias (* 3. ledna 2002 A Coruña), někdy známý jen jako Nico, je španělský profesionální fotbalista, který hraje na pozici středního záložníka za portugalský klub FC Porto a za španělský národní tým do 21 let.

## Klubová kariéra
Nico se narodil v A Coruñi v Galicii a svou kariéru zahájil v sedmi letech v místním týmu Montañeros. V červenci 2013 se přesunul do akademie Barcelony.
Nico debutoval 15. srpna 2021 v A-týmu Barcelony, a to když v úvodním zápase sezóny 2021/22 vystřídal Sergia Busquetse při vítězství 4:2 nad Realem Sociedad.
Svůj první profesionální gól vstřelil Nico 12. prosince 2021, kdy se trefil při venkovní remíze 2:2 proti Osasuně.
Dne 13. srpna 2022 Nico prodloužil smlouvu do roku 2026 a následně odešel na roční hostování do Valencie. V lednovém zápase s Villarrealem (prohra 1:2) si Nico zlomil pátou zánártní kůstku a na tři měsíce vypadl ze sestavy Valencie. Vinou zranění odehrál Nico v sezóně 2022/23 pouze 26 ligových utkání a v létě se vrátil zpátky do Barcelony.
Dne 29. července 2023 přestoupil Nico do portugalského klubu FC Porto, které za něj zaplatilo 8,5 milionu eur, katalánská strana si ponechala právo na zpětný odkup za třicet milionů eur.